# Кочосон
Кочосон (енгл. Gojoseon, кореј. 고조선), познат и под називом Стари Чосон, био је античко краљевство на корејском полуострву. Префикс Го (кореј. 고), који значи антички, користи се да би се ова држава разликовала од каснијег краљевства Чосон (1392–1897).
Према Успоменама три краљевства (из 1281) Кочосон је 2333. п. н. е. основао краљ Дангун, син бога неба (Hwanung) и жене-медведа. Иако је Дангун легендарна личност о којој нема материјалних доказа, ова легенда је важан део корејске културе. Данас, датум оснивања Кочосона слави се у Северној и Јужној Кореји као Дан Оснивања Нације.
Исти извори наводе да је у 12 веку п. н. е. кинески мудрац Гија из царске династије Шанг дошао у Кореју и основао државу Гија Чосон (1120-194 пре н.е).
Кочосон се први пут помиње у кинеским изворима почетком 7. века п. н. е. У раном периоду, престоница Кочосона био је Лиаонинг; око 400. п. н. е. премештена је у Пјонгјанг, док се на југу Корејског полуострва у 3. веку п. н. е. уздигла држава Јин.
108. п. н. е. кинеска династија Хан освојила је Виман Чосон (194-108 пре н.е). Хан је поделио територију Кочосона на 4 команде. Ту област је 313. освојила краљевина Когурјо (енгл. Goguryeo, 37. п. н. е.–668. н.е), једна од Три краљевине Кореје.

## Историја
Територија Кореје насељена је од најстаријих времена. Прву државну формацију, кнежевину Чосон (Joseon), стварају око 1122. п. н. е. племена на северу Кореје под утицајем економски и културно развијенијих суседа Кинеза. Скоро једини извор података о овој кнежевини до 5. века п. н. е. су легенде. Од тада, захваљујући првенствено кинеским хроничарима, чије информације најчешће потврђују археолошка открића новијег времена, може се са доста историјске поузданости пратити развој Кореје.
Кроз читаву своју историју, а нарочито од 3. века пре н.е, кнежевина Чосон морала је одолевати притиску Кинеза, али експанзији агресивне кинеске династије Хан није се могла одупрети. Кнежевина Чосон, и поред двогодишњег отпора (109—107. п. н. е.) подлегла је великој (50.000 људи) и добро организованој војсци кинеског цара Куанг Ву-тија (Kuang Wu-ti). Територију кнежевине Чосон Куанг Ву-ти је поделио у четири округа, на чије чело је поставио Кинезе; кинеска власт у кореји потрајаће све до 1. века, када ће је заменити Три Краљевине.